# District de Hiki
Le district de Hiki (比企郡, Hiki-gun) est un district de la préfecture de Saitama au Japon.

## Géographie

### Démographie
Au 1er décembre 2013, la population du district de Hiki était de 135 947 habitants répartis sur une superficie de 281,84 km2.

### Divisions administratives
Le district de Hiki est divisé en sept bourgs :
- Hatoyama ;
- Kawajima ;
- Namegawa ;
- Ogawa ;
- Ranzan ;
- Tokigawa ;
- Yoshimi.